# آچرا
شهر  آچرا (به ایتالیایی: Acerra) با جمعیت ۵۳٬۵۶۱ نفر  در ناحیه کامپانیا در کشور ایتالیا واقع شده‌است.